# Louis de Champsavin
Louis de Champsavin (n. 24 noiembrie 1867, Assérac, Pays de la Loire, Franța – d. 20 decembrie 1916, Nantes, Franța) a fost un ofițer ce a reprezentat Franța, medaliat olimpic. A participat la o ediție a Jocurilor Olimpice (1900) în care a câștigat o medalie de bronz.

## Participări
Lista de mai jos prezintă principalele competiții la care a participat Louis de Champsavin de-a lungul carierei.
- equestrian at the 1900 Summer Olympics – jumping[*]